# Acacia confusa
Acacia confusa es una especie de árbol perennifolio nativo del sudeste de Asia.

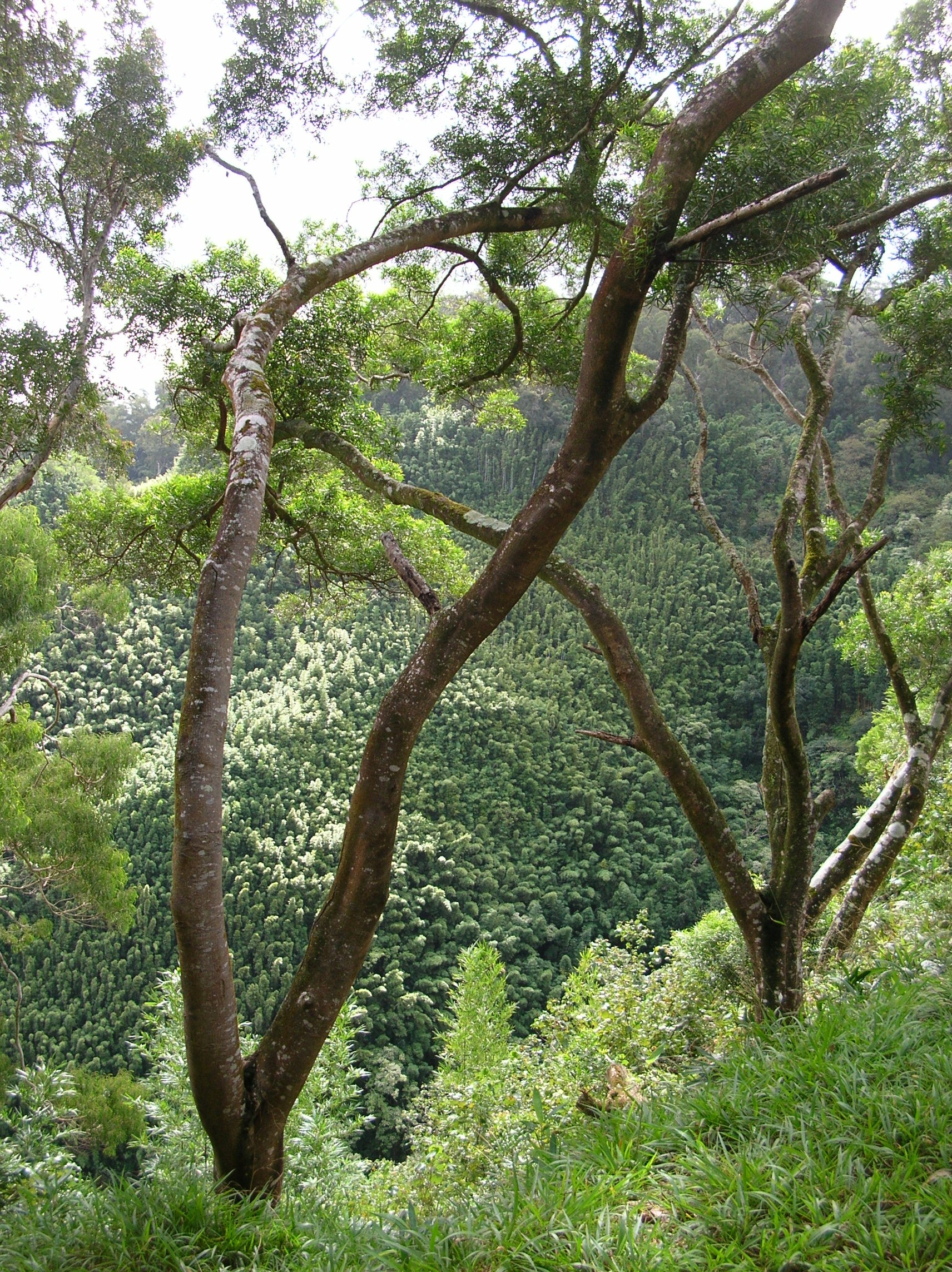
Hábitat

## Descripción
Crece hasta una altura de 15 metros. El árbol se ha vuelto muy común en muchas zonas tropicales del Pacífico, incluyendo Hawái, donde se considera que la especie invasora.

## Taxonomía
Acacia confusa fue descrita por Elmer Drew Merrill y publicado en Philippine Journal of Science 5(1): 27–28. 1910.
Etimología
Ver: Acacia: Etimología
confusa: epíteto latino que significa "desordenada".
Sinonimia
- Acacia confusa var. inamurae Hayata
- Acacia richii auct. non A.Gray
- Racosperma confusum (Merr.) Pedley[4][5]

## Importancia económica y cultural
Sus usos incluyen productos químicos, la gestión del medio ambiente y la comida y la bebida. La madera tiene una densidad de aproximadamente  0.75 g/cm³. En Taiwán , la madera se utiliza para hacer las vigas de soporte para minas subterráneas. La madera también se convierte en carbón de leña para uso familiar. La planta se utiliza en la medicina tradicional y está disponible en tiendas de medicina a base de hierbas (草药店) en Taiwán, pero no ha habido ningún estudio clínico para apoyar su eficacia.

### Los fitoquímicos
- N-metiltriptamina, 1,43%[8]
- Dimetiltriptamina, 1,15%[8]

## Toxicidad
Las especies del género Acacia pueden contener derivados de la dimetiltriptamina y glucósidos cianogénicos en las hojas, las semillas y la corteza, cuya ingestión puede suponer un riesgo para la salud.